# Newry
Newry (irsk: Iúr Cinn Trá) er en by i det sydlige Nordirland, med et indbyggertal (pr. 2001) på cirka 27.000. Byen ligger i distriktet Newry and Mourne, 60 kilometer sydvest for hovedstaden Belfast.
54°10′N 6°21′V / 54.167°N 6.350°V